# Студениця (притока Південного Бугу)
Студениця — річка  в Україні, у  Тиврівському районі Вінницької області, ліва притока Південного Бугу  (басейн Чорного моря).

## Опис
Довжина річки 12 км. Формується з декількох безіменних струмків та водойм.  

## Розташування
Бере  початок у селі Яришівка. Тече переважно на північний захід через Студеницю та Лани і впадає у річку Південний Буг.